# Ejército Libio
El Ejército de Libia es una fuerza terrestre que forma parte de las Fuerzas Armadas de Libia, las encargadas de mantener el orden en esa nación norteafricana. En los tiempos de la Gran Yamahiriya Árabe Libia Popular Socialista de Muamar el Gadafi, estaba formado por una fuerza teórica de 50.000 hombres, 25.000 voluntarios y 25.000 conscriptos. Entonces, se organizaba en 11 zonas de defensa fronterizas y 4 zonas de seguridad, 1 fuerza de seguridad del régimen, 10 batallones de tanques, 10 batallones de infantería mecanizada, 18 batallones de infantería, 6 batallones de comandos, 22 batallones de artillería, 4 brigadas de misiles y 7 batallones de artillería antiaérea.

## Historia
Cuando Libia se independizó en 1951, los veteranos del ejército sanusí original formaron el núcleo del ejército real de Libia.
Aunque el ejército libio disponía de una gran cantidad de equipo, la mayoría fue adquirido a la Unión Soviética en los años 70 y 80 y estaban en gran medida obsoletos. Un alto porcentaje permanece en almacenamiento y una gran cantidad de equipo también ha sido vendida a diversos países africanos.
Al comienzo de la guerra civil libia, el Ejército Libio sufrió deserciones ya que muchos soldados se posicionaron contrarios al gobierno de Gadafi y decidieron luchar contra este, formando, junto con voluntarios civiles, el Ejército de Liberación Nacional Libio. Tras continuas derrotas del Ejército Libio contra los rebeldes, estos tomaron Trípoli, la capital, derrocando a la Gran Yamahiriya Árabe Libia Popular Socialista y formando un nuevo gobierno por el Consejo Nacional de Transición: la República Libia. Ésta pasó a controlar el Ejército de Libia, cuyos soldados dejaron de apoyar a Gadafi, salvo unos pocos, que desertaron del nuevo Ejército de Libia y continuaron la resistencia. Al final, el Ejército Libio acabó con la resistencia gadafista, finalizando la guerra civil con la muerte de Muammar el Gadafi. Pero esta muerte no supuso el fin de la violencia en Libia, pues en la actualidad, el Ejército Libio leal al Gobierno de Fayez al Sarraj, con sede en Trípoli, combate contra las fuerzas rebeldes, dirigidas por el mariscal de campo Jalifa Hafter, partidario del gobierno rebelde, con sede en Tobruk, el Ejército Libio también combate contra las incursiones provocadas por antiguos gadafistas que no reconocen al nuevo gobierno, y contra islamistas radicales ligados a organizaciones terroristas.

## Equipamiento del Ejército Libio

### Pistolas
- Tokarev TT-33
- FN Five-seveN
- Browning GP-35
- Beretta PX4 Storm
- Benelli M4
- Beretta M12

### Subfusiles
- FN P90

### Fusiles de asalto
- AK-47, junto a sus variantes AKM y AKMS
- Zastava M21
- FN FAL
- FN F2000
- Heckler & Koch G36

(estas 2 últimas usadas mayormente por Fuerzas Especiales)

### Ametralladoras multipropósito
- Ametralladora PK
- FN MAG
- RPK (uso limitado)

### Carabinas
- SKS (uso limitado)
- Beretta CX4 Storm

### Fusiles de francotirador
- Truvelo
- PSL
- Dragunov SVD
- Zastava M07
- Zastava M93 (comprados en 2014)

### Ametralladoras pesadas
- DShK

### Armamento antitanque
- RPG-7
- 9K11 Malyutka
- 9K111 Fagot
- 9M123 Khrizantema
- MILAN
- Carl Gustav M2
- SPG 9
- M40

### Manpads
- 9K32 Strela-2
- 9K311/9M311 Strela
- 9K35 Strela-10

### Artillería antiaérea
- ZSU-23-4
- ZU-23-2
- ZPU-4
- ZPU-2

### Artillería
- Misil Scud
- 9K52 Luna-M
- BM-21
- RM-70
- Lanzacohetes múltiple Tipo 63
- Obús autopropulsado Palmaria
- 152mm SpGH DANA
- 2S3 Akatsiya
- 2S1 Gvozdika
- M-46
- D-30
- Mortero M1938
- 82-BM-37
- Mortero M2

### Transporte blindado de personal
- BMP-1
- BTR-60
- BTR-50
- BMP-3 10, comprados en 2013

- Datos: Q1137373
- Multimedia: Military of Libya / Q1137373